# Tanystropheidae

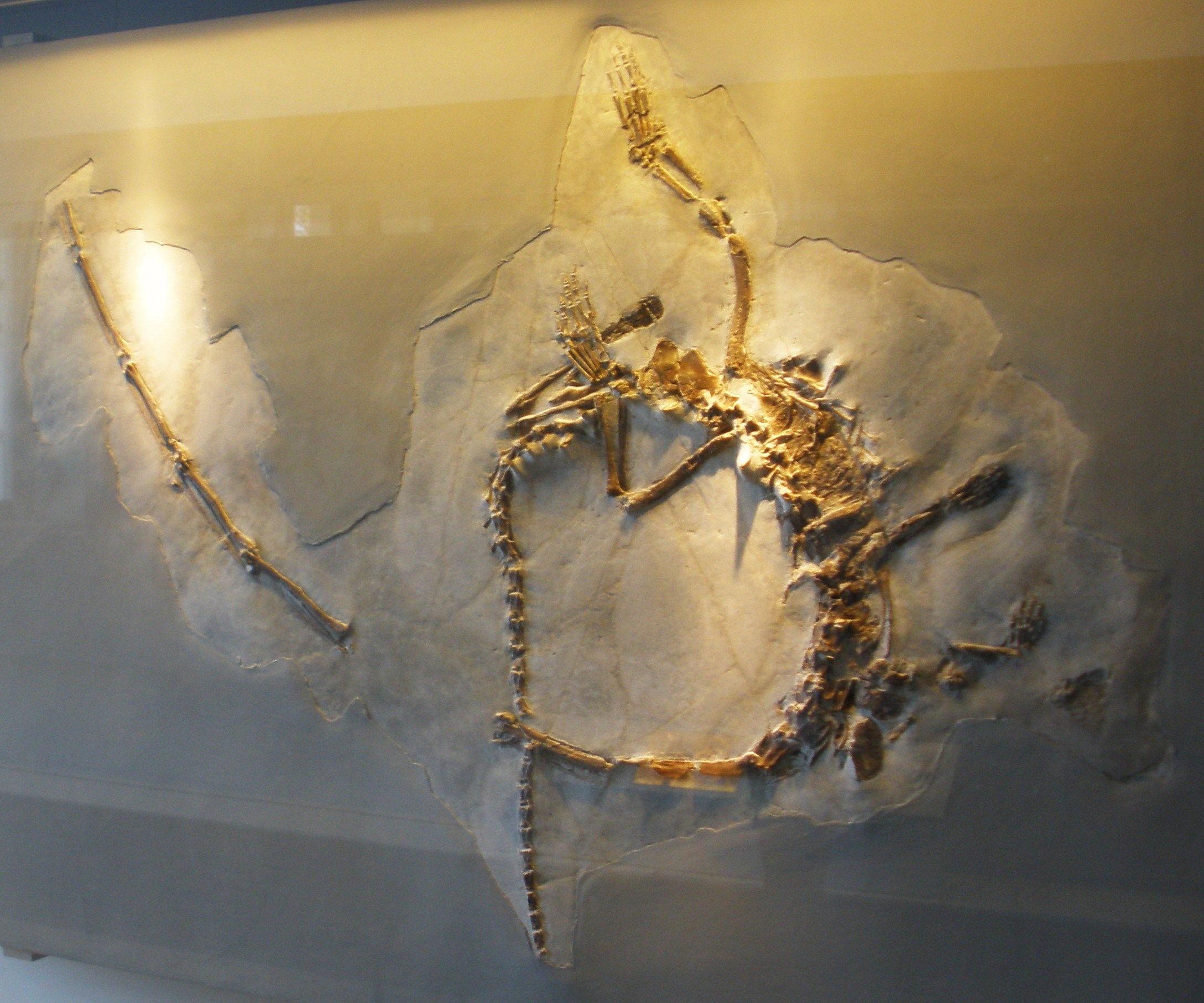
Tanystropheus longobardicus

De Tanystropheidae zijn een groep (familie) van uitgestorven reptielen, behorend tot de Archosauromorpha.
Een familie Tanystropheidae werd in 1858 benoemd door Paul Gervais.
In 1998 gaf David Dilkes een definitie als klade: de groep bestaande uit de laatste gemeenschappelijke voorouder van Macrocnemus, Tanystropheus en Langobardisaurus; en al zijn afstammelingen.
De Tanystropheidae zijn een mogelijke zustergroep van de Crocopoda. Ze zijn bekend van het vroege (Augustaburiania) tot het Laat- (Tanytrachelos) Trias.